# Permafrost
Permafrost definieras som ett tillstånd där temperaturen i marken inte når upp över noll grader under minst två år i rad. Ovanpå permafrosten finns ett aktivt lager som tinar om våren och sommaren och fryser igen under vintern. Det aktiva lagrets tjocklek beror på klimatet och markens värmeledande egenskaper men är på de flesta platser mellan en halvmeter och ett par meter. Permafrostens tjocklek beror bland annat på det nuvarande och det historiska klimatet. I områden långt norrut som har haft ett kallt klimat väldigt länge, exempelvis norra Sibirien, kan permafrosten vara flera hundra meter tjock. 
Permafrostområden finns i cirka en fjärdedel av landmassan på norra halvklotet, framför allt i Ryssland, Kanada och Alaska men även i Skandinavien, Grönland, Mongoliet, Himalaya och Alperna. Det finns permafrost på alla kontinenter utom i Australien.
I Sverige förekommer permafrost i vissa delar av fjällkedjan, exempelvis runt Kebnekaise, och i så kallade palsmyrar i nordligaste Sverige. I myrar bildas och skyddas permafrosten av att torven har speciella värmeledande egenskaper. När markytan är varm på sommaren är torven oftast mycket torr och leder därför värme dåligt, men på hösten ökar fukten i torven och när torven fryser ökar värmeledningsförmågan. På så sätt kyls marken av effektivt på vintern, men den värms inte lika effektivt på sommaren.
Permafrost innebär en utmaning när man ska bygga hus. Uppvärmningen av huset kan få permafrosten att tina under huset så att huset sjunker. Man kan lösa det genom att bygga huset på pelare (antingen så att luften når under huset, eller på pelare som når ner till stabil permafrost, runt 15 meter ned), eller genom att lägga ett tjockt stabilt stenlager som isolerar huset nedåt. När man ska ha vattenledningar brukar de läggas ovan marken, för att de kan tina upp permafrosten annars och för att det är svårt att gräva i frosten. Vägar blir lätt dåliga i permafrost. 
På Svalbard är marken, utom en liten del av det översta lagret sommartid, fruset ned till mellan 100 meters och 300 meters djup. Minst tjocklek är det i låglänta lägen och invid bergens fötter. Således har till exempel i Josefine- och Sofiegruvorna i Ny-Ålesund mätts permafrost ned till 130–140 respektive 150 meter och i Sveagruva 320 meter.
Den sibiriska staden Jakutsk är den största staden som är byggd på permafrost.

## Bilder

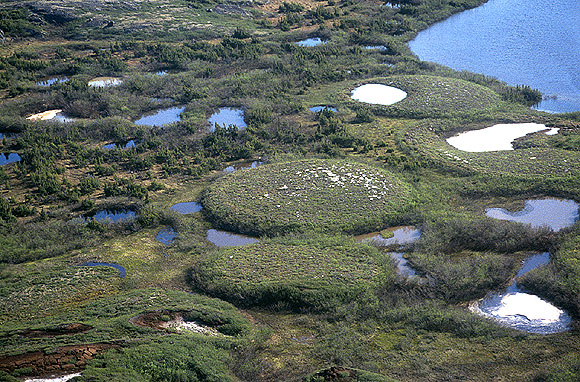
En grupp av palsar ovanifrån, formade av tillväxten av is under ett torvlager.
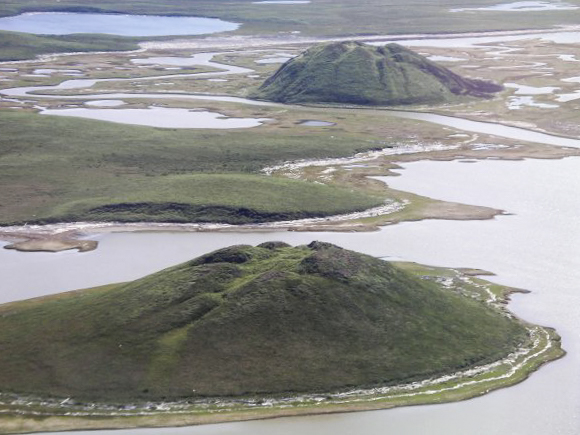
Pingos i närheten av Tuktoyaktuk, Northwest Territories.
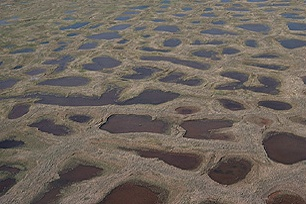
Strukturmark bestående av polygoner med låg mitten.
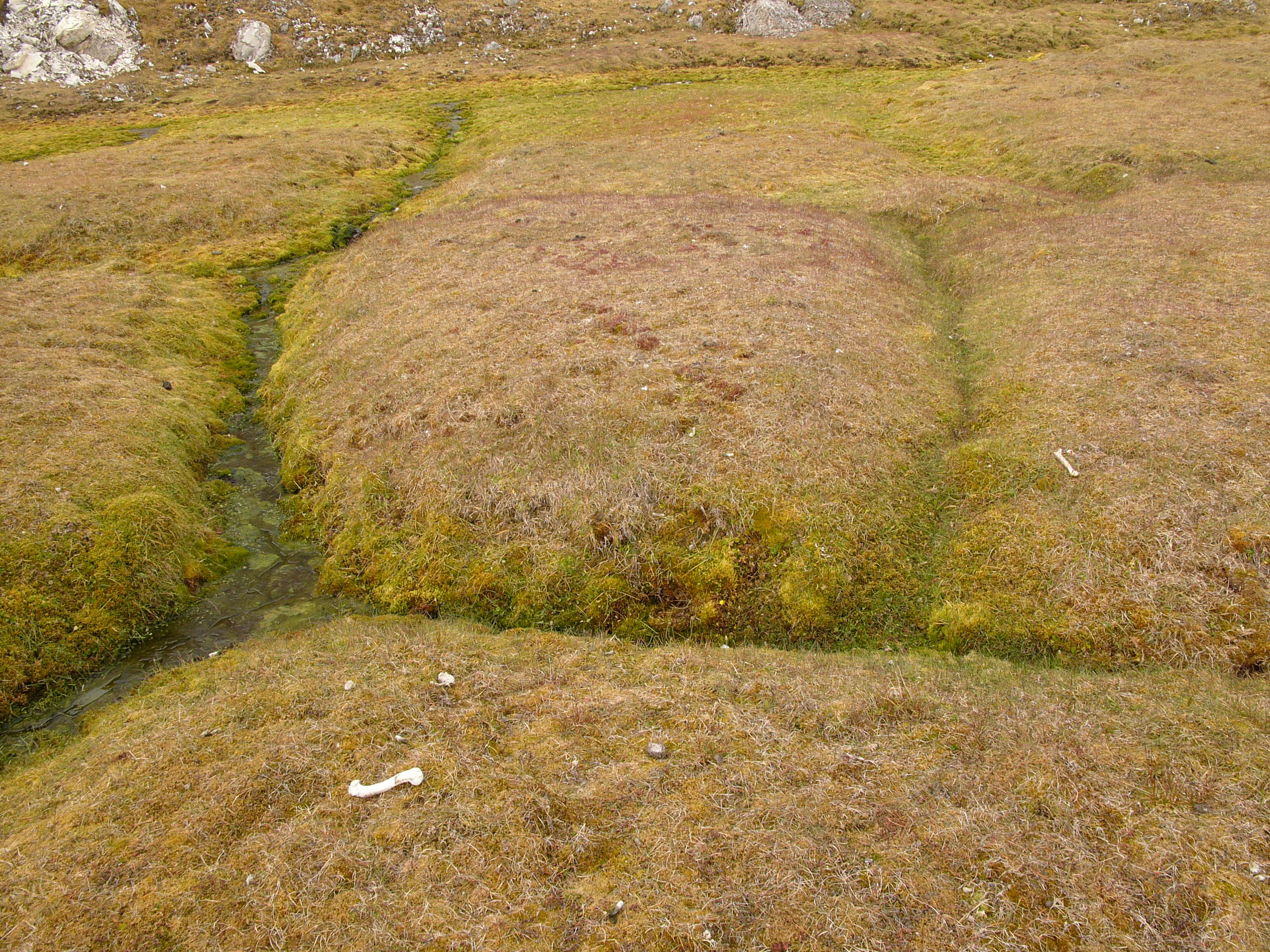
Strukturmark med iskil sedd från ovan.
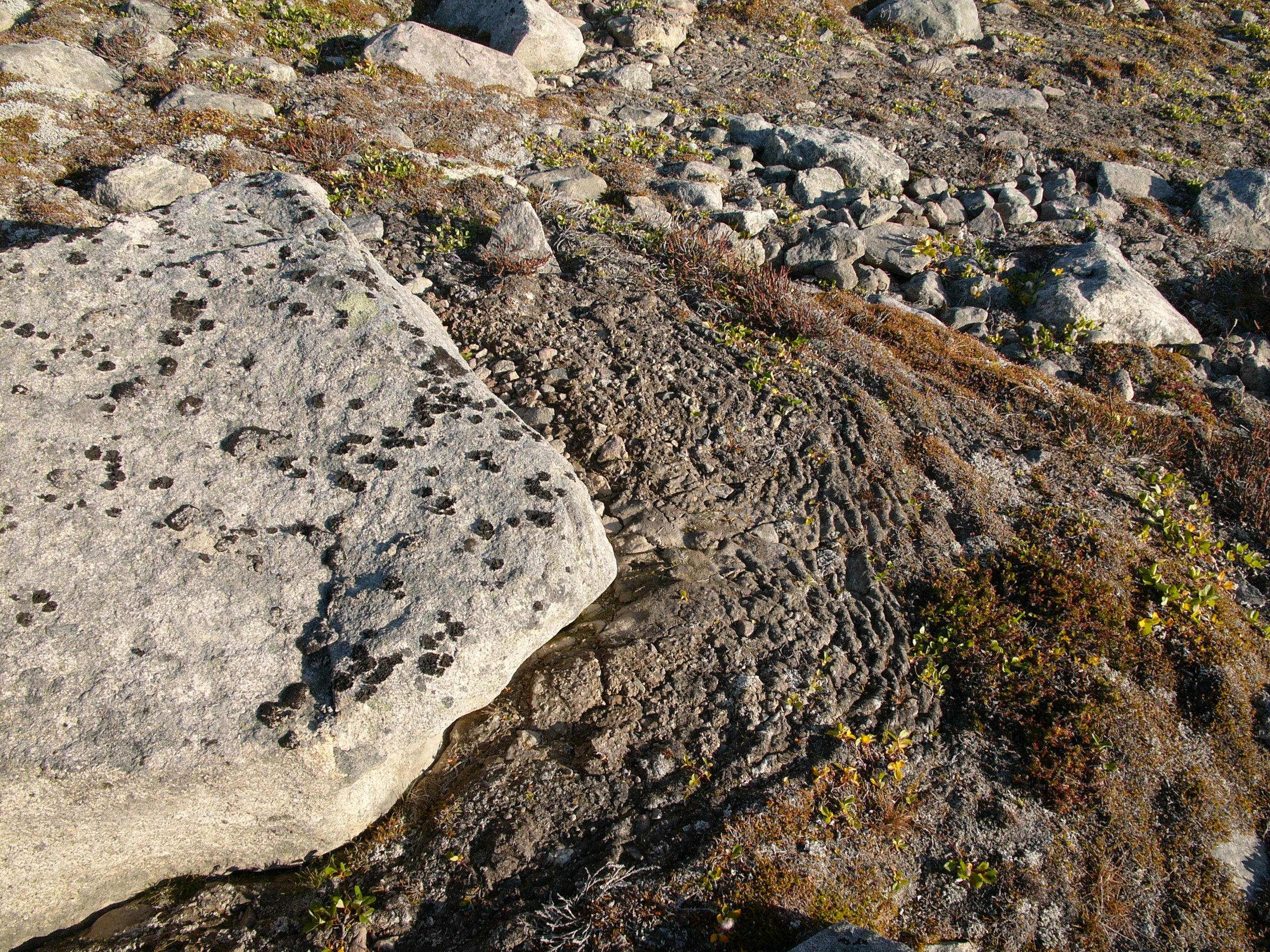
Jordflytning på Svalbard.
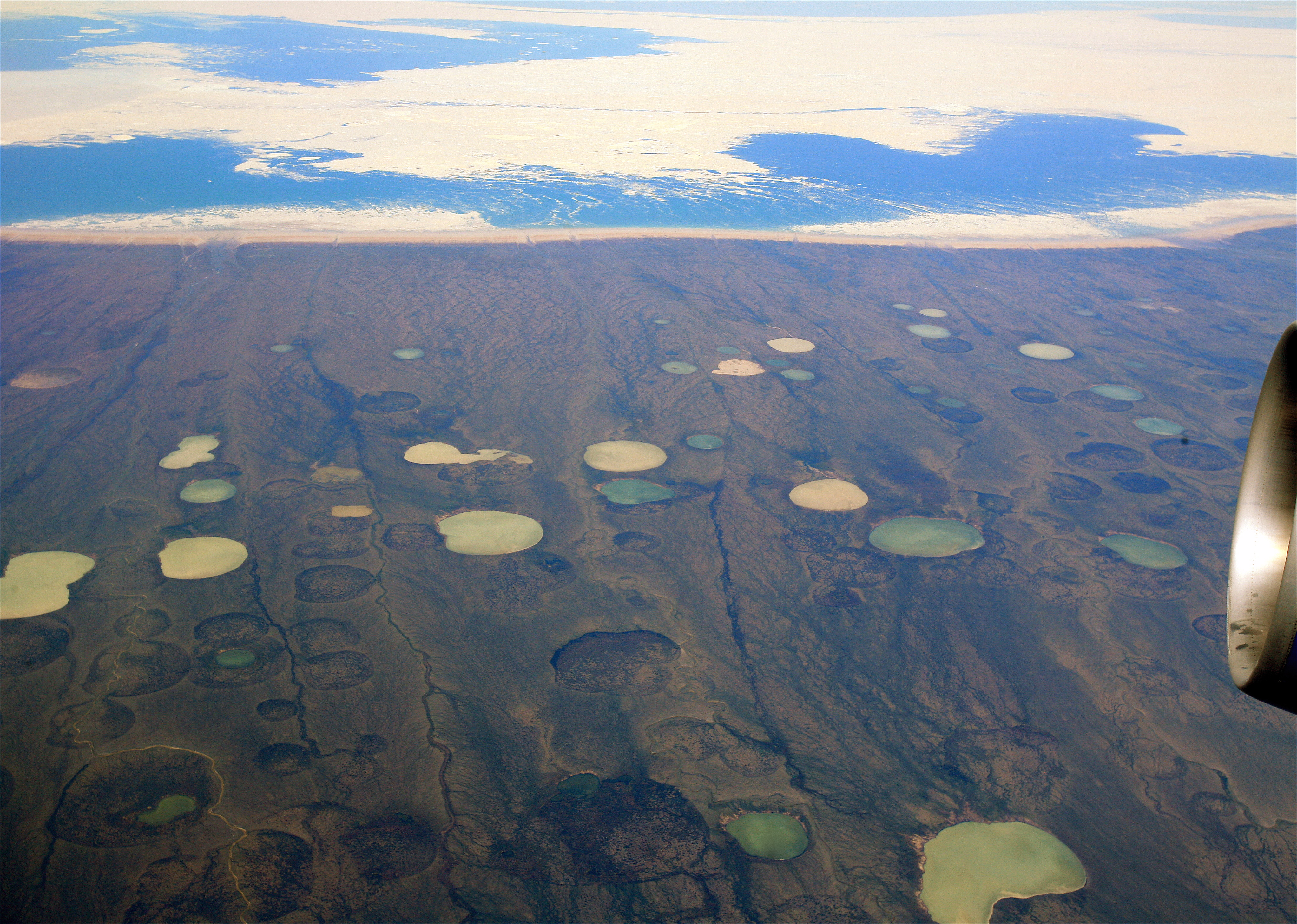
Termokarstsjöar nära Hudson Bay.